# Carmine Mancuso
Carmine Mancuso (Palermo, 14 aprile 1948) è un politico e poliziotto italiano.

## Biografia
Il padre, Lenin Mancuso, era un maresciallo della Polizia e venne assassinato dalla mafia nel 1979 insieme al giudice Cesare Terranova, che scortava. Questo episodio portò Carmine a schierarsi veementemente contro la malavita, entrando anche lui in Polizia, dove diviene ispettore capo.
Negli anni '80 è tra i promotori del "Coordinamento antimafia" di Palermo; nel 1991 è fra i fondatori del partito "La Rete" insieme a Leoluca Orlando e Nando dalla Chiesa.
Con la Rete nel 1991 è eletto deputato all'Assemblea Regionale Siciliana e poi nel 1992 diviene senatore della repubblica e vicepresidente del Gruppo Verdi - La Rete.

Nel 1992 in un'intervista all'Espresso denuncia l'esistenza di logge massoniche che sostengono le banche: 
Nel 1994 viene rieletto al Senato per la coalizione dei "Progressisti" in quota "La Rete", ma alla fine del 1995 aderisce a Forza Italia, pur "considerando se stesso ancora un uomo di sinistra". Nel 1996 è pronta la sua candidatura per Forza Italia al Senato, ma vengono smarriti i documenti, e scadono i termini per la presentazione.
Nel 1998 è stato condannato dal Tribunale di Palermo per diffamazione aggravata nei confronti di Bruno Contrada, in relazione a sue dichiarazioni in un programma televisivo del 1993. Carmine Mancuso afferma che tale notizia non corrisponde assolutamente alla verità, in quanto non è mai stata emessa alcuna sentenza di condanna che riportasse alcuna pena.
Nel 2001 si candida a sindaco di Palermo a capo di una lista civica denominata "Città tua", raccogliendo circa il 2%.